# Hyundai Exter
Hyundai Exter – samochód osobowy typu crossover klasy miejskiej produkowany pod południowokoreańską marką Hyundai od 2023 roku.

## Historia i opis modelu
W maju 2023 Hyundai przedstawił kolejnego mikrocrossovera realizującego koncepcję najtańszego i najmniejszego pojazdu w gamie. W czasie gdy przedstawiony w 2021 roku Casper powstał wyłącznie z myślą o rynku południowokoreańskim, tak Hyundai Exter opracowany został na potrzeby globalnych rynków rozwijających. Niewielki samochód uplasował się w segmencie A poniżej modelu Venue, przejmując rolę wycofanego przed rokiem Santro. Za bazę wykorzystano płytę podłogową "K1" stosowaną już w hatchbacku Grand i10.
Projekt stylistyczny Extera oparł się na motywie kantów, z pudełkowatym, wysokim nadwoziem o dwubarwnym malowaniu i wyraźnie zarysowanymi nakolami. Pas przedni utworzyły dwurzędowe reflektory z oświetleniem LED o motywie litery "H", który wykorzystano także w układzie lamp tylnych. Z zewnątrz Hyundai Exter został przyozdobiony licznymi nakładkami o czarnej i srebrnej barwie.
Kabina pasażerska utrzymana została w typowym dla wówczas oferowanych modeli Hyundaia wzornictwie, z surowym wystrojem w ciemnej tonacji kolorystycznej. Centralny ekran dotykowy o przekątnej 8 cali posłużył za główne centrum sterowania funkcjami pojazdu, z kolei przed kierowcą wygospodarowano w pełni cyfrowe wskaźniki.
Do napędu Extera wykorzystano dwa czterocylindrowe silniki benzynowe o pojemności 1,2 litra. Pierwszy, wolnossący o mocy 82 KM, został połączony z 5-biegową manualną lub zautomatyzowaną skrzynią biegów. Drugi to jednostka zasilana gazem CNG, rozwijając moc 68 KM i współpracując wyłącznie z ręczną przekładnią. Moc przenoszona jest w obu wariantach wyłącznie na oś przednią.

### Sprzedaż
Hyundai Exter został zbudowany głównie z myślą o rynku indyjskim jako przystępniejsza alternatywa dla większego Venue, gdzie pod koniec czerwca 2023 rozpoczęła się masowa produkcja w zakładach na południu kraju, z planami dostaw pierwszych egzemplarzy do nabywców z początkiem lipca. Pojazd może wzbogacić ofertę Hyundaia także na innych rynkach rozwijających się jak RPA, Chile czy Indonezja.

### Silniki
- R4 1.2l MPi 82 KM
- R4 1.2l CNG 68 KM